# Alicia Sacramone
Alicia Marie Quinn (* 3. Dezember 1987 in Boston, Massachusetts als Alicia Marie Sacramone) ist eine ehemalige US-amerikanische Kunstturnerin und Weltmeisterin. Sie gewann eine Silbermedaille mit dem US-Team an den Olympischen Spielen 2008 in Peking und insgesamt zehn Medaillen bei Turn-Weltmeisterschaften, davon 4 goldene.

## Leben
Quinn wurde am 3. Dezember 1987 geboren. Ihre Eltern sind Fred und Gail Sacramone. Sie ist italienischer Abstammung und hat einen älteren Bruder. Im August 2013 gab sie ihre Verlobung mit dem American-Football-Spieler Brady Quinn bekannt. Ihre Hochzeit fand im März 2014 statt. Am 5. August 2016 wurde ihre gemeinsame Tochter Sloan Scott Quinn geboren.
Sie begann mit acht Jahren zu turnen. 2003 wurde sie ins amerikanische Team berufen. Bei den Weltmeisterschaften 2005, 2006 und 2007 gewann sie zwei Weltmeistertitel und insgesamt sieben Medaillen. 2008 gewann sie bei den Olympischen Spielen in Peking mit dem Team Silber und wurde Vierte am Sprung. Im Anschluss an die Olympischen Spiele gab sie ihren Rücktritt bekannt, startete aber 2010 ein Comeback und gewann bei den Weltmeisterschaften in Rotterdam Gold am Sprung und Silber mit dem Team. An den Weltmeisterschaften 2011 in Tokio gewann sie die Goldmedaille mit dem Team, obwohl sie aufgrund einer Verletzung nicht antreten konnte. Mit insgesamt 10 Medaillen bei Weltmeisterschaften war sie zu dem Zeitpunkt die erfolgreichste amerikanische Kunstturnerin bei Weltmeisterschaften. 2015 übertraf Simone Biles diesen Rekord. Sacramone versuchte sich 2012 noch einmal für die Olympischen Spiele zu qualifizieren, wurde jedoch trotz zwei 2. Plätzen bei den amerikanischen Vorausscheidungen (am Sprung und am Schwebebalken) nicht für das amerikanische Team nominiert. Sie gab darauf im Januar 2013 ihren Rücktritt vom Spitzensport bekannt.